# Bolest (Hvězdná brána: Hluboký vesmír)
Bolest (v anglickém originále Pain) je sedmnáctá epizoda 1. řady americko-kanadského sci-fi seriálu Hvězdná brána: Hluboký vesmír.

## Děj
Někteří členové posádky Destiny začínají trpět záhadnými halucinacemi.
Nadporučík Matthew Scott se miluje s Jamesovou, ale když chce Scott odejít, Jamesová jej nechce pustit, udeří jej lampou a zabije. Volkerovi nejdou otevřít dveře kajuty, ale když mu přijde seržant Hunter Riley na pomoc, dveře opět fungují. Po chvíli je Volker uvězněn zdmi v chodbě, ale když jej volá Scott, je opět volný. Scott najednou zahlédne svého syna a začne jej pronásledovat. Když běží za synem, potká Chloe a ptá se jí zda někoho neviděla. Najednou oba slyší ve vysílačce křičet Dr. Parkovou. Běží za ní a vidí vojína Dunninga, který si škrábe ruku až do krve, protože si myslí, že má pod kůží hada.
Seržant Greer si myslí, že Dr. Rush s Wrayovou zase plánují převzetí lodi. Rush si zase myslí, že jej Greer sleduje. Jamesovou zatím najdou v její kajutě a ta je přesvědčena, že Scotta zabila. Když jej potom uvidí na ošetřovně, je vyděšená. TJ zjistí, že má Scott vzadu na krku nějaké klíště, které uvolňuje toxin, způsobující halucinace. Pravděpodobně jím byl tým napaden na poslední misi. Když však chce klíště vyndat, Scott upadne do bezvědomí. TJ najde způsob, jak klíště uspat a bez problémů vyndat.
Chloe potká svého mrtvého otce, ale uvědomuje si, že je to jen halucinace. Když ji Eli přesvědčuje, aby šla na ošetřovnu, Chloe odmítá, protože nechce znovu o otce přijít. Když se Scott probudí, TJ zjistí, že klíště už nemá. Scott má podezření, že by mohlo být na Chloe a jde ji najít. Najde ji v místnosti s Elim a oba ji odvedou na ošetřovnu.
Greer trpí stále představou, že Rush chystá vzpouru a pronásleduje jej. Rush trpí halucinací, ve které Nakaiové prochází bránou na Destiny. Rush vidí Greera jako Nakaie a skrývá se před ním ve skladu. Rush vidí jak k němu přichází Nakai a bodne jej šroubovákem. Neví však, že bodl Wrayovou. Greer je oba najde a odhodí Rushe stranou. Potom vystřelí na ovládání dveří, aby nikdo nemohl vejít.
Scottův tým hledá Rushe, Wrayovou a Greera. Když dorazí ke skladu, zjistí, že jsou dveře zablokované a chystají se je odpálit pomocí C-4.
Greer chce zastřelit Wrayovou, ale na chvíli zaváhá. Objeví se jeho otec, který mu říká ať to udělá. Rush popadne kovovou trubku a zaútočí na Greera. Greer se po úderu rychle vzpamatuje a chce střelit po Rushovi. Je však sražen k zemi výbuchem dveří skladu. Do skladu vtrhne Scott se svým týmem a Greera zajmou. Scott vše hlásí vysílačkou plukovníku Youngovi, ale Rush, který ve všech stále vidí Nakaie, na něj zaútočí trubkou a je také zajat.
Později TJ odstraní všechna klíšťata členům posádky a ošetří i Wrayovou. Destiny vyskočí z FTL a vytočí bránu na planetu. Young volá vysílačkou Scotta, aby připravil tým na misi.